# Luganói repülőtér
A Luganói repülőtér (IATA: LUG, ICAO: LSZA) Svájc egyik nemzetközi repülőtere, amely Lugano közelében található. Éves utasforgalma 88 570 fő (2018).

## Futópályák
A repülőtér futópályái:
- 01/19 (1415 m, 30 m, aszfalt)

## Forgalom
Az utasforgalom az elmúlt években az alábbi módon változott:
| Utasok száma | 1547 | 383 585 | 339 534 | 222 676 | 181 453 | 180 316 | 165 054 | 156 435 | 88 570 | 647  |
|              | 1980 | 1995    | 1998    | 2002    | 2005    | 2008    | 2011    | 2015    | 2018   | 2021 |

## Légitársaságok és úticélok
A Luganói repülőtérről az alábbi járatok indulnak:
| Légitársaság | Célállomások              |
| ------------ | ------------------------- |
| Twin Jet     | Szezonális charter: Olbia |

## Megközelítése
A repülőtérre reptéri buszok közlekednek Lugano belvárosából és Lugano vasútállomásról.